# Шихабов, Муса Салаудиевич
Муса́ Салауди́евич Шиха́бов (род. 3 мая 1985, Грозный) — российский чеченский кикбоксер, чемпион Казахстана, России и мира, мастер спорта России, старший тренер бойцовского клуба «Беркут», Заслуженный тренер России (2015), президент федерации кикбоксинга Чеченской Республики. Вице-президент бойцовского клуба Ахмат.

## Биография
Родился в 1985 году в Грозном. Окончил среднюю школу села Самашки, а затем Чечено-Ингушский государственный педагогический институт. В 1997 году начал заниматься кикбоксингом в Кустанае, в клубе «Султан». В 2005 году стал чемпионом мира. В 2007 году в Самашках начал заниматься тренерской деятельностью. В 2011 году стал тренером клуба «Беркут». Среди его воспитанников чемпионы и призёры чемпионатов России, Европы и мира.
Участник эстафеты олимпийского огня 2014 года.

## Известные ученики
- Халиев, Адам Сираждиевич — мастер спорта России международного класса по кудо, мастер спорта России международного класса по кикбоксингу, мастер спорта России международного класса по рукопашному бою, обладатель чёрного пояса, обладатель первого дана по кудо, чемпион мира по кудо, обладатель Кубка мира по кудо, чемпион мира по кикбоксингу, чемпион Евразии по рукопашному бою, двукратный чемпион России по кикбоксингу;
- Халиев, Хусейн Сираждиевич — 8-кратный чемпион России по смешанным единоборствам, 3-кратный чемпион России по кикбоксингу, чемпион Евразии по рукопашному бою, победитель международных турниров по кикбоксингу, чемпион Европы и мира по кикбоксингу, чемпион мира среди профессионалов по кикбоксингу по версии WF;
- Берсанукаев, Якуб Розакович — чемпион России по кикбоксингу среди профессионалов, чемпион мира, 4-кратный чемпион Юга России, 3-кратный чемпион России, мастер спорта международного класса.

## Награды
- Заслуженный работник физической культуры Чеченской Республики (4 апреля 2017) — за значительный вклад в развитие физической культуры и спорта Чеченской Республики